# Chamaecrista ensiformis
Chamaecrista ensiformis är en ärtväxtart som först beskrevs av Vell., och fick sitt nu gällande namn av Howard Samuel Irwin och Rupert Charles Barneby. Chamaecrista ensiformis ingår i släktet Chamaecrista och familjen ärtväxter. IUCN kategoriserar arten globalt som livskraftig.

## Underarter
Arten delas in i följande underarter:
- C. e. ensiformis
- C. e. maranonica
- C. e. plurifoliolata